# The Zoo
The Zoo е една от най-известните песни на германската рок група „Скорпиънс“ включена в албума Animal Magnetism от 1980 г. и издадена като сингъл на 7 и 12-инчови грамофонни плоча на 25 август същата година, заедно с Holiday и Animal Magnetism на обратните страни (в зависимост от изданието) от звукозаписната компания „Мъркюри Рекърдс“. Рудолф Шенкер композира музиката на песента по време на първото турне на групата на САЩ през 1979 г. за представянето на албума Lovedrive, а Клаус Майне пише текста, вдъхновен от по-ранно тяхно посещението по улиците на Ню Йорк, които те наричат „зоологическа градина“. Написаният текст от Майне съдържа подтекст към градските улици, и най-вече към 42-ра улица в Ню Йорк. Една от основните характеристики на песента е, че солото се свири с помощта на вокален ефект, предложен от Матиас Ябс, за да се придаде „допълнителна атмосфера“.
Въпреки че песента е издадена и като сингъл, тя се представя слабо в търговската мрежа с ограничен успех в класациите, достигайки до №75 в „Ю Кей Сингълс Чарт“ в Обединеното кралство. Независимо обаче, че тя не заема високи позиции в международните класациите сингли, музикалните критици отбелязват, че The Zoo „е една бавно зловеща, но много добра композиция“, като ключов елемент е „Берлинската бурлеска вокална мелодия“. В този смисъл тя се използва от много стриптизьорки в тяхното сценично представяне.

## Изпълнения на живо
The Zoo е изпълнена за първи път на живо на 21 април 1980 г. в Париж, Франция на тъкмо започналото световно концертно турне Animal Magnetism Tour. Оттогава песента е неизменна част от всеки концерт и всяко едно турне на групата и със своите над 1400 на брой изпълнения на живо, е най-често изпълняваната песен от „Скорпиънс“. The Zoo е включена в аудио и видео изданието на втория концертен албум на „Скорпиънс“ World Wide Live, издаден през 1985 г., Acoustica (2001), както и в двойният концертен албум Live 2011 - Get Your Sting & Blackout (2011). Песента е и предварително избрана след интернет гласуване от феновете на „Скорпиънс“ да присъства сред изпълнените на концерта във Вакен през 2006 г., издаден под името Live at Wacken Open Air.

## Други версии
През 2001 г. групата преработва и включва The Zoo в записаният на живо акустичен албум Acoustica (2001), а десет години по-късно, песента е отново записана и издадена в кавър албума Comeblack (2011). На свой ред, The Zoo е записвана многократно и от други изпълнители от различни музикални поджанрове за съответните им албуми, концерти на живо, както и в някои трибют албуми. Някои от по популярните кавър записи на песента са правени от „Дрийм Тиътър“ за Christmas CD 2000 - Scenes From A World Tour (2000), „Блек Ърт“ за компилацията в чест на „Скорпиънс“ Another Piece Of Metal - Tribute To Scorpions (2001), „Стормтрупърс ъф Дет“ при изпълнение на техен концерт, както и вокалистът на „Айрън Мейдън“ - Брус Дикинсън за сборният албум ECW: Extreme Music (1998). Други кавър изпълнения включват тези на „Банго Танго“, които записват The Zoo като ексклузивна песен за компилацията The Ultimate Bang Tango - Rockers and Thieves (2004), както и дет метъл групата „Арч Енеми“ за продукцията си Khaos Legions от 2011 г.

## Списък с песните
| 7-инчова грамофонна плоча Страна А The Zoo (Клаус Майне и Рудолф Шенкер) – 5:28 Страна Б Holiday (Клаус Майне и Рудолф Шенкер) – 4:03 | 12-инчова грамофонна плоча Страна А The Zoo – 5:28 Страна Б Animal Magnetism (Клаус Майне, Рудолф Шенкер и Херман Раребел) – 5:56 |

## Музиканти
- Клаус Майне – вокали
- Рудолф Шенкер – китари
- Матиас Ябс – китари
- Франсис Буххолц – електическа бас китара
- Херман Раребел – барабани